# Coregonus gutturosus
Coregonus gutturosus е изчезнал вид лъчеперка от семейство Пъстървови (Salmonidae).

## Разпространение
Видът е бил разпространен в дълбоките води на Боденското езеро в Алпите.